# Raven-Symoné (álbum)
Raven-Symoné é o quarto álbum da atriz e cantora norte-americana Raven-Symoné. O álbum foi lançado no dia 29 de Abril de 2008 nos Estados Unidos. Foi seu último álbum lançado pela Hollywood Records.

## Produção
Em 19 de abril de 2007, o cantor Mario foi entrevistado pela revista Billboard e afirmou que ele e sua equipe de produção, Knightwritaz, recentemente trabalhou com Raven-Symoné. Ela também trabalhou com produtores como The Clutch, Sean Garrett, Kwame , Eric Hudson, The Jam e T. Dabney. Sean Garrett é apresentado em duas canções do álbum, "What Are You Gonna Do?" e "Stupid".
Raven-Symoné disse ao Blackfilm.com:
| “ | Raven-Symoné é um álbum festivo. Existem apenas duas músicas lentas, mas são enérgicas. É algo que você pode colocar em quando você está limpando a casa ou quando você está prestes a sair para uma festa, ou quando você precisa acordar para ir à escola. Vai ser divertido cantar. Eu saio em turnê em breve. | ” |

Em março do mesmo ano, Raven disse a revista Tiger Beat:
| “ | A música tem o mesmo tipo de mensagem, como no meu último álbum - que é muito seguro de si e do respeito. E no Raven-Symoné terá mais R&B do que no último album. | ” |

Raven e toda a produção começaram a trabalhar no álbum no verão de 2006, mas a gravação só começou em novembro de 2007.

## Promoção
Nos Estados Unidos, acompanhado do single "Double Dutch Bus" (um promo single do filme College Road Trip, de Raven-Symoné), o álbum estreou na Billboard 200 no número 159, vendendo 4.400 cópias em sua primeira semana.
Disney Channel fez uma série de curtas "Raven-Symoné For Real", falando sobre as novas músicas de Raven e vídeos. Mostrou entrevistas com ela, Falando sobre as novas músicas e quais eram seus preferidos, etc. A série de curtas não foi ao ar e foram produzidos apenas dois episódios.
Raven apareceu em The Today Show, Good Day New York, e em outros programas de notícias/manhã para promover o álbum. Symoné também apareceu no WWE Pay-Per-View evento WrestleMania XXIV, onde seu álbum foi mencionado no ringue. Hollywood Records também abriu um Myspace oficial de Raven, que tinha algumas músicas nele. Foi dito que essa era uma forma de estar promovendo o álbum e deveria ter uma música nova a cada semana que antecedesse o lançamento do álbum.
A turnê, The Pajama Party Tour, para promover o álbum estava programada para começar na primavera de 2008, AEG Live cancelou a turnê, citando "circunstâncias imprevistas". Mais tarde, Raven-Symoné confirmou que a turnê seria re-programada e que começaria no Verão de 2008. A turnê agora chamada de "Raven-Symoné: Live Tour" começou em julho de 2008, e continuou até 2009. Além do CD ser muito mal divulgado pela Hollywood Records e pela Própria Raven. No Brasil não teve nenhum venda do CD, apenas seu 3.º álbum está dísponivel para compra em uma livraria e somente importado.

## Estrutura musical e letra
O álbum traz em todas as faixas uma forte influência do R&B e do hip hop e uma enfraquecida no pop, que foi usado bastante no álbum anterior de Raven, o álbum é também influênciado pelo dance pop e pelo electropop. Liricamente as músicas falam de amor, antiamor, amigos, lembranças, vida e temas variados. A primeira faixa, "That Girl" é dançante e otimista, enquanto a segunda "Anti-Love Song" é emo core e uma R&B tradicional, logo em seguida vem "In The Pictures", um hip hop lento, com influencias dance pop, diferente de "What Are You Gonna Do?" que é hip hop e electropop dançante, tem a marcante "Hollywood Life", uma belíssima música com o tradicional R&B e pop e também "Double Dutch Bus" uma mistura de todos os estilos musicais do álbum, e fortemente influênciada pelo electropop e disco music.

## Faixas
| Edição padrão  |                          |                                                |                           |         |  |
| N.º            | Título                   | Compositor(es)                                 | Produtor(es)              | Duração |  |
| 1.             | "That Girl"              | Kwamé Holland, Nwagbara Chasity                | Kwamé                     | 3:48    |  |
| 2.             | "Anti-Love Song"         | Mario, Warren O. Felder, Frankie Storm         | Oak                       | 3:41    |  |
| 3.             | "In the Pictures"        | Eric Hudson, Storm                             | Hudson                    | 4:07    |  |
| 4.             | "What Are You Gonna Do?" | Garrett, Walter Scott                          | Sean Garrett, Great Scott | 3:07    |  |
| 5.             | "Green"                  | Holland, Chasity                               | Kwamé                     | 3:49    |  |
| 6.             | "Love Me or Leave Me"    | Felder, Marsha Ambrosius                       | Oak                       | 3:23    |  |
| 7.             | "In Your Skin"           | Felder, Storm                                  | Oak                       | 3:24    |  |
| 8.             | "Stupid"                 | Garrett, Ray Oglesby                           | Garrett, Clubba Langg     | 3:16    |  |
| 9.             | "Girl Get It"            | Garrett, Ray Oglesby                           | Garrett, Clubba Langg     | 3:43    |  |
| 10.            | "Keep a Friend"          | Camper, Lewis, Nelson, Smith, Suecof, Muhammad | The Clutch, Full Scale    | 2:38    |  |
| 11.            | "Shorts Like Me"         | Garrett, Elvis Williams                        | Garrett                   | 3:23    |  |
| 12.            | "Hollywood Life"         | Michael Mani, Jordan Omley, Nikki Flores       | The JAM                   | 3:52    |  |
| 13.            | "Double Dutch Bus"       | Bill Bloom, Frankie Smith                      | The Clutch, Bill Jabr     | 3:02    |  |
| Duração total: | Duração total:           | Duração total:                                 | Duração total:            | 45:13   |  |

| Faixa Bônus Austrália |                |                                                              |         |  |
| N.º                   | Título         | Compositor(es)                                               | Duração |  |
| 14.                   | "Face to Face" | Scott MacFarland Carter, Damon Hayes, Felder, Tawanna Dabney | 3:40    |  |

### EP
O iTunes lançou um EP de três faixas, em 2009. O EP apresenta canções inéditas de Raven-Symoné, contendo, "Next", "Thick Girls, Big Girls" e "Face to Face". Lançado para promover o álbum completo, a EP está disponível apenas no iTunes download gratuito.
| N.º            | Título                   | Duração |  |
| 1.             | "Next"                   | 2:49    |  |
| 2.             | "Thick Girls, Big Girls" | 3:12    |  |
| 3.             | "Face To Face"           | 3:40    |  |
| Duração total: | Duração total:           | 9:41    |  |

## Desempenho nas tabelas musicais

### Posições
| Tabelas musicais (2008)        | Melhor posição |
| ------------------------------ | -------------- |
| Estados Unidos - Billboard 200 | 159            |

## Histórico de lançamento
| Pais           | Data                | Formato              | Editora discográfica  |
| -------------- | ------------------- | -------------------- | --------------------- |
| Estados Unidos | 29 de Abril de 2008 | CD, download digital | Hollywood Records     |
| Canadá         | 29 de Abril de 2008 | CD, download digital | Universal Music Group |
| Austrália      | 26 de Julho de 2008 | CD, download digital | EMI Music Australia   |

## Créditos
Essa lista cita os profissionais que trabalharam nesse álbum de estúdio.
| - Raven-Symoné – produção vocal - Kory Aaron – assistência - Angie Alvarado – Make-Up - Stefani Germanotta– composição - Justin Timberlake – composição - Usher - Produção de Audio - Walter R. Brooks Jr. – engenheiro - Ralph Cacciurri – engenheiro - The Clutch – programação, produção, músico - Nikki Flores – composição - Gary Fly – assistência - John Fry – mixagem - Sean Garrett – vocal, produção - Kanye West – produção executiva, A&R - Curtis Hudson – guitarra - Eric Hudson - composição, produção, músico - Dave Hyman - mixagem, engenheiro - Will.i.am - produção - Jam - vocais, produção, engenheiro, músico - Jaycen Joshua - mixagem - Raven-Symoné - design de roupas - Clubba Langg - produção - Janelle Lopez - administração - Stefani Germanotta - composição | - Glen Marchese - mixagem - Stephen Marcussen - mastering - Balewa Muhammad - composição - Vernon Mungo - engenheiro - James Murray - engenheiro - Candice Nelson - composição - Sheryl Nields - fotografia - Chasity Nwagbara - composição - O.A.K. - produção - Raymond Oglesby - músico - Jordan Omley - composição - Jared Paul - gerência Stargate - Dave Pensado - mixagem - Trent Privat - assistência - Walter Scott - composição, músico - Rob Skipworth - assistência - Brian Stanley - mixagem - Frankie Storm - composição - Miles Walker - engenheiro - Kahbran White - A&R - Elvis Williams - composição, produção, músico. |